# Приморский сельский округ
Приморский сельский округ — административно-территориальная единица в составе Анапского района Краснодарского края.  В рамках муниципального устройства относится к муниципальному образованию город-курорт Анапа.
Административный центр — село Цибанобалка. Администрация расположена по адресу Анапский район, с. Цибанобалка, ул. Садовая, 54.
Площадь округа 97,3 км², он граничит с тремя соседними сельскими округами: Виноградным, Витязевским и Супсехским.

## Население
| 2002 | 2010    | 2017    |
| ---- | ------- | ------- |
| 9398 | ↗11 001 | ↗13 174 |

## Населённые пункты
В состав сельского округа входят 10 населённых пунктов:
| №  | Населённый пункт  | Тип населённого пункта | Население |
| -- | ----------------- | ---------------------- | --------- |
| 1  | Верхнее Джемете   | посёлок                | ↘135      |
| 2  | Воскресенский     | хутор                  | ↗1509     |
| 3  | Капустин          | хутор                  | ↘41       |
| 4  | Красная Скала     | хутор                  | ↗121      |
| 5  | Красный           | хутор                  | ↘939      |
| 6  | Красный Курган    | хутор                  | ↗676      |
| 7  | Нижняя Гостагайка | хутор                  | ↗715      |
| 8  | Песчаный          | хутор                  | ↗317      |
| 9  | Пятихатки         | посёлок                | ↗1178     |
| 10 | Цибанобалка       | село                   | ↗7923     |

## Инфраструктура
На территории округа работают следующие бюджетные учреждения: одна средняя общеобразовательная школа, один детский сад общеразвивающего вида, четыре Дома культуры, один сельский клуб, один МБУЗ «Амбулатория № 6 управления здравоохранения администрации муниципального образования город-курорт Анапа», пять фельдшерско-акушерских пунктов, пять почтовых отделений.
На территории округа действуют 10 общественных и религиозных организаций.
На территории округа находится крупнейшая в городе-курорте Анапа птицефабрика (ЗАО «Витязевская птицефабрика»).
В округе образован и действует Совет общественности сельского округа.